# Sjoerd van Keulen
Sjoerd van Keulen (Schiedam, 22 november 1946) was van 2002 tot 2009 bestuursvoorzitter van SNS Reaal. Hij werd opgevolgd door Ronald Latenstein van Voorst.
Sjoerd van Keulen is opgegroeid als enig kind. In zijn jeugd was hij actief met zingen en muziek en was lid van een band The Free. Hij verliet de band en ging politicologie in Amsterdam studeren. Zijn moeder werkte als vermogensbeheerder bij Mees & Hope en hij toonde hiervoor belangstelling. Tijdens zijn studie deed hij opdrachten voor, onder andere, het ministerie van Binnenlandse Zaken en voor de zakenbank Pierson, Heldring & Pierson. In 1981 trad hij bij deze bank in dienst. Na een fusie werd dit MeesPierson, dat in 1997 door de ABN AMRO aan Fortis werd verkocht. In 1998 werd hij benoemd tot lid van de raad van bestuur bij MeesPierson en een jaar later kreeg hij een vergelijkbare positie bij Fortis. Hij bleef tot september 2002 bestuurslid tot zijn overstap naar SNS Reaal.
Van Keulen had met SNS Reaal groeiplannen, er kwamen meer kantoren en er werden acquisities gedaan. De eerste overname was de verzekeraar Zurich Nederland. Om grotere overnames financieel mogelijk te maken is een beursgang van SNS Reaal gewenst. Op 18 mei 2006 gaat SNS Reaal naar de beurs. Een paar maanden later begonnen de gesprekken om de vastgoedbank Bouwfonds Property Finance (BPF) over te nemen, deze transactie werd eind 2006 afgerond. Begin juni 2007 werden de Nederlandse activiteiten van de Franse verzekeringsgroep AXA overgenomen voor € 1,75 miljard.
In de vijf jaren van 2003 tot en met 2007 namen de inkomsten van SNS Reaal met 40% toe en de nettowinst verdubbelde nagenoeg van 243 miljoen euro in 2003 naar 465 miljoen euro in 2007.
In januari 2008 werd Sjoerd van Keulen uitgeroepen tot Topman van het Jaar 2007. De verkiezing is een gecombineerde vak- en publieksprijs van de lezers van het internetmagazine Managersonline.nl, het tijdschrift Fem Business en de leden van Managers Netwerk Nederland (MNN). Na een voordrachtsronde stelde een jury, samengesteld door Fem Business, de top vijf van finalisten op waaruit Van Keulen werd gekozen.
Begin 2009 nam hij afscheid van SNS REAAL. Hij werd opgevolgd door Ronald Latenstein.
In mei 2009 waarschuwde Sjoerd van Keulen dat binnen de financiële sector het terugdringen van risico's niet te ver moest gaan. Hij zei op een seminar van het Holland Financial Centre dat als banken te veel worden beperkt in hun bewegingsvrijheid, klanten daarvan uiteindelijk de dupe worden. Hij was bang dat er niet genoeg prikkels zijn voor de accountmanager, waardoor deze individualistisch gaat handelen en geen enkel risico meer zal nemen met een moeizame kredietverstrekking aan bedrijven tot gevolg.
Van Keulen kwam in februari 2013 negatief in de publiciteit als verantwoordelijke voor de neergang van SNS Reaal die toen genationaliseerd werd. Hij trad daarop in diezelfde maand terug als voorzitter van het Holland Financial Centre, als lid van de raad van commissarissen van APG en Mediq, als 'boegbeeld' van het 'Topteam Hoofdkantoren' van het Topsectorenbeleid en als vicevoorzitter van het 'regieorgaan internationale acquisitie & vestigingsklimaat'.
Van Keulen is alumnus van de Universiteit van Amsterdam (politicologie). Hij is getrouwd en heeft een pleegdochter.

## Jeugd
Van Keulen was in 1969 betrokken was bij de Maagdenhuisbezetting en hij zong in in de jaren zestig in rhythm-and-blues/beatgroep The Free.